# Rio Dăişoara
O Rio Dăişoara é um rio da Romênia, afluente do Olt, localizado no distrito de Braşov.